# 지방도 제456호선

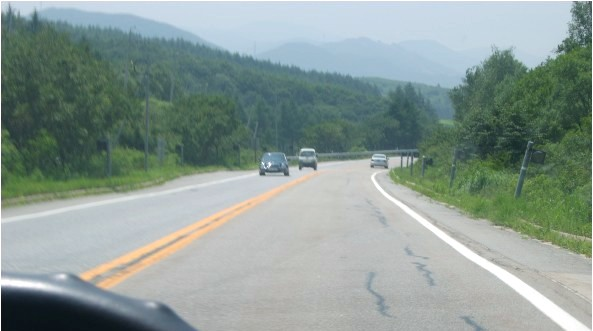
옛 영동고속도로 구간

지방도 제456호선은 강원특별자치도 평창군 진부면 월정삼거리와 강릉시 성산면 구산리를 잇는 강원특별자치도의 지방도이다.
이 도로는 한 때 영동고속도로의 일부였으나, 영동고속도로 대관령 구간의 4차선 확장으로 인해 지방도로 변경된 것이 특징이다. 중간에 위치한 구 대관령휴게소는 이 중 안산방향 휴게소만 대관령마을휴게소라는 명칭으로 운영 중이고, 나머지 강릉방향 휴게소는 평창군의 신재생 에너지 전시관으로 운영 중이다.

## 역사
- 2002년 11월 16일 : 구 영동고속도로 구간 인수로 인해 평창군 진부면 간평리 ~ 강릉시 성산면 구산리 30.2km 구간 도로구역 변경[1]
- 2003년 2월 15일 : 구 영동고속도로 구간이 지방도로 이관됨에 따라 노선 연장 조정[2]
- 2017년 12월 11일 : 간평 ~ 횡계IC간 도로(평창군 대관령면 유천리 ~ 차항리) 4.48km 구간 확장 개통, 기존 평창군 대관령면 유천리 총 930m 구간 폐지[3]
- 2017년 12월 20일 : 월정삼거리 ~ 차항간 도로(평창군 진부면 간평리 ~ 대관령면 유천리) 5.141km 구간 확장 개통[4]
- 2018년 7월 4일 : 월정삼거리 ~ 차항간 도로(평창군 진부면 간평리 ~ 대관령면 유천리) 5.0km 구간 확장 개통[5]

## 경유지
- 평창군
  - 진부면 월정삼거리
  - 대관령면 도성초등학교 - 유천리 - 고교 - 국립축산과학원 한우시험장 - 차항리 - 차항교 - 대관령 나들목 - 횡계리 - 횡계2교 - 대관령기상대 - 국립 종자관리소 동부 지소 - 고랭지 농업연구소 - 횡계3교 - 횡계육교 - 대관령마을휴게소 - 신재생 에너지 전시관 - 대관령

- 강릉시
  - 성산면 대관령 - 어흘리 - 대관령 박물관 - 어흘교 - 강릉국도유지관리사무소 - 성산삼거리 - 구산리

## 도로명
- 전 구간 경강로로 명명되어 있다.